# Joab
Joab ist im Alten Testament der Heerführer und Neffe König Davids.

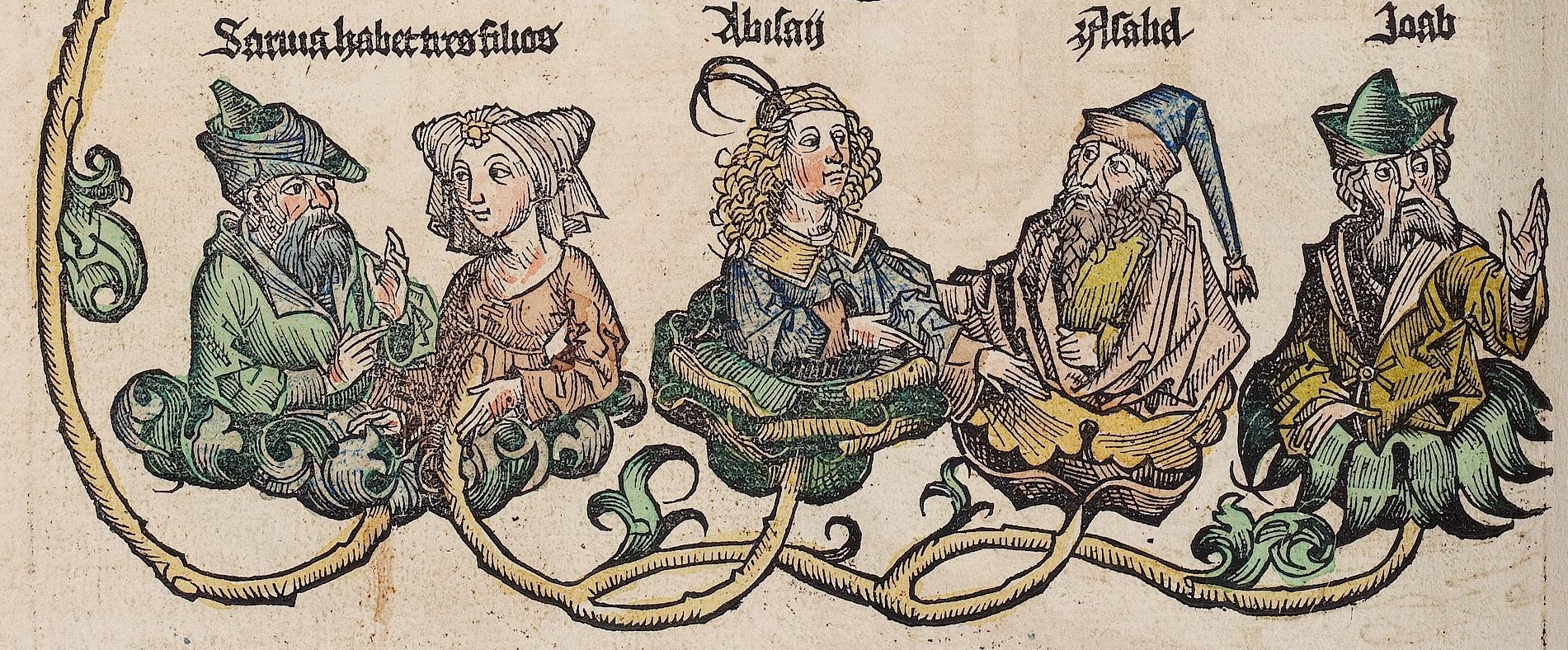
Joab mit seiner Mutter, ihrem Mann und seinen zwei Brüdern im Stammbaum Isais (Schedelsche Weltchronik, Nürnberg 1493)

## Etymologie
Der hebräische Name Joab wird im MT hauptsächlich יוֹאָב jô’āv geschrieben (mit der Variante יֹאָב jo’āv in 1 Kön 1,19 ). Es handelt sich um einen Bekenntnisnamen in Form eines Nominalsatzes, bestehend aus Subjekt und Prädikat. Das Subjekt (und zugleich theophore Element) ist eine Form von „JHWH“ (יוֹ jô oder יֹ jo), Prädikat ist das Substantiv אָב ’āv, deutsch ‚Vater‘. Der Name bedeutet daher „JHWH ist Vater“. Die Septuaginta gibt den Namen als Ιωαβ Iōab wieder, die Vulgata als Ioab.

## Biblische Erzählung
In der Bibel wird von ihm in den Büchern 1. Samuel 26 bis 1. Könige 2 sowie in 1. Chronik 11–21 berichtet.
In der biblischen Erzählung heißt es unter anderem über ihn: Joab, der Sohn von Davids älterer Schwester Zeruja, hatte noch zwei Brüder, Abischai und Asaël. Joab und seine Brüder werden immer als Söhne der Zeruja bezeichnet, von ihrem Vater ist nie die Rede. Joab wurde Davids Heerführer, als er die Stadt der Jebusiter (Jerusalem) erobert hatte. Joab und seine Brüder gehörten zu den mächtigsten Männern in Davids Reich und unterwarfen sich nie vollkommen dem Willen Davids. Abner, der Heerführer König Sauls, tötete im Krieg Joabs Bruder Asahel. Als König David später mit Abner Frieden schloss, hinterging Joab seinen König und ermordete Abner. David musste von einer Bestrafung absehen, da diese wegen Joabs Macht nicht durchsetzbar war; David betrauerte Abner aber öffentlich, um sich von Joabs Tat zu distanzieren.
Joab stellte später auf Befehl Davids den Hethiter-Söldner Urija im Kampf in die vorderste Schlachtreihe an die gefährlichste Position, so dass dieser fallen musste, damit die von David schwangere Ehefrau Urijas, Batseba, frei würde.
Joab tötete trotz gegenteiligem Befehl Davids Lieblingssohn Abschalom, der einen Aufstand gegen seinen Vater entfacht hatte. Infolgedessen ernannte David Amasa zum neuen Oberbefehlshaber, anstelle von Joab. Während des Aufstands von Scheba erwies sich Amasa jedoch als unfähig und wurde durch Abischai und damit Joab ersetzt. Zusammen konnten sie den Aufstand niederschlagen. Zuvor hatte Joab Amasa heimtückisch ermordet.
Joab warnte David ausdrücklich davor, das Kriegsvolk zählen zu lassen. Dies war böse in den Augen Gottes (JHWH) und er schickte für drei Tage die Pest und es fielen 70.000 Mann. Er fiel später jedoch in Ungnade, da er sich gegen Salomo auf die Seite Adonijas stellte, und wurde schließlich im Auftrag Salomos von Benaja im Heiligtum getötet, während er sich an die Hörner des Altars klammerte, obwohl er auf das Asyl vertraut hatte. Darüber hinaus erfüllte Salomo als seine erste königliche Handlung Davids letzten Willen, Joab nicht in Frieden sterben zu lassen. Mit Joabs Tod wurden die ungesühnten und heimtückischen Morde an Abner und Amasa (Abschalom wurde in diesem Zusammenhang nicht erwähnt) gerächt.